# Lerkaka
Lerkaka is een dorp met minder dan 50 inwoners (2005) op het eiland Öland. Het ligt aan de oostelijke parallelweg van de Zweedse weg 136. Het behoort tot de gemeente Borgholm.
Åkerby-Lopperstad · Alböke · Äleklinta · Arbelunda · Askelunda · Åstad · Binnerbäck · Björkviken · Bläsinge · Borgehage · Borgholm · Bredsättra · Byrum · Byxelkrok · Bägby · Böda · Dalby · Djupvik · Djurstad · Dödevi · Egby · Enerum · Fagerum · Furuhäll-Blårör-Solbergamarken · Föra · Gillberga · Grankulla · Grankullavik · Greby · Greda · Gunnarslund · Gärdslösa · Hagby · Hagelstad · Hallnäs · Halltorp · Horn · Hässelby · Högenäs · Högsrum · Hörlösa · Ingelstad · Istad · Kalleguta · Kolstad · Kvarnstad · Källa · Källingemöre · Kårehamn · Köpingsvik · Lerkaka · Lilla Horn · Lindby · Lofta · Långlöt · Långöre · Löt · Löttorp · Marsjö · Mellböda och del av Böda · Melösa · Mörby · Nabbelund · Öjkroken · Ölands Bäck · Persnäs · Ramsättra · Runsten-Bjärby · Rälla · Rälla tall · Räpplinge · Sandby · Sandvik · Spjutterum · Stacketorp · Stenninge · Stora Rör · Störlinge · Sättra · Södvik · Sörby · Tjusby · Uggletorp · Vannborga · Vedborm · Vedby · Vedby